# Confrérie des Chiadmas
 (avril 2017).
Si vous disposez d'ouvrages ou d'articles de référence ou si vous connaissez des sites web de qualité traitant du thème abordé ici, merci de compléter l'article en donnant les références utiles à sa vérifiabilité et en les liant à la section « Notes et références ».
La Confrérie des Chiadmas est une confrérie religieuse, de la région d'Essaouira, connue sous le nom des sept saints de Regraga (en arabe marocain Sabaâtou Rijal, en berbère : Sa Igrramen). Ces sept saints sont : 
- Sidi Ouasmine Ilias
- Sidi Said Essabek
- Sidi Aissa Boukhabiya
- Sidi Yaala ben Touil
- Sidi Saleh
- Sidi Boubker Achemasse
- Sidi Aissa Mouloutad.

Ces sept saint sont à ne pas confondre avec les Sept saints de Marrakech.